# Rutherfordton
Rutherfordton är administrativ huvudort i Rutherford County i North Carolina. Orten har fått sitt namn efter militären Griffith Rutherford. Enligt 2010 års folkräkning hade Rutherfordton 4 213 invånare.

## Kända personer från Rutherfordton
- Walter H. Dalton, politiker